# Daniel Brière
Daniel Brière (Gatineau, Quebec, 6. listopada 1977.) kanadski je profesionalni hokejaš na ledu. Desnoruki je napadač i igra na poziciji centra. U svojoj NHL karijeri je igrao za Phoenix Coyotese, Buffalo Sabrese, a trenutačno igra za Philadelphia Flyerse.

## National Hockey League

### Početci
Briere je rođen u kanadskoj državi Quebec. Njegov prvi klub, u rođenom gradu Gatineau, njemu u čast umirovio je dres s brojem 14. Svoj juniorski staž započeo je u ekipi Drummondville Voltigeurs koja nastupa u QMJHL-u (Quebec Major Junior Hockey League). 
Phoenix Coyotesi su Brièrea, na draftu 1996., kao 24. izbor prve runde drafta. Međutim, još je jednu sezonu proveo u dresu Voltigeursa kako bi odradio sve četiri godine sveučilišta. Kao većina mladih igrača, Brière je poslan u filijale NHL klubova, pa je tako u prve četiri sezone bio između NHL-a i AHL-a. U svojoj prvoj profesionalnoj sezoni zabilježio 92 bodova u 68 utakmica i osvojio Dudley "Red" Garrett Memorial Award za najboljeg novaka u AHL-u. U 2000./01. sezoni odigrao je prvu cijelu sezonu u NHL-u za Phoenix i ostvario učinak od 60 bodova. 

### Buffalo Sabres
Međutim, Coyotesi su ga u sezoni 2002./03. poslali u Buffalo Sabrese. Zatim je uslijedio NHL lock-out, a nakon što se vratio u najjaču ligu svijeta iz švicarskog Berna, postao je velika zvijezda Sabresa. Sezonu 2005./06. odigrao je sjajno, imavši učinak od 58 bodova u 48 utakmica. Propustio je 32 utakmice zbog ozljede trbušnog zida i zaradio još dvije utakmice suspenzije zbog visoke palice (high-sticking) nad braničem Boston Bruinsa Brianom Leetchom. Nakon što su Sabrese zaobišle ozljede igrača, Brière je odveo klub do prvog post nastupa sezone (doigravanja) u zadnjih četiri godine. U dvije sezone, za Buffalo Saberse ostvario je fenomenalan skor od 153 boda u 129 utakmica. U te dvije godine Sabresi su stigli do finala konferencije u prvoj sezoni, dok su u drugoj zaustavljeni u polufinalu konferecije.

### Philadelphia Flyers
Brièreu je krajem sezone 2006./07. istekao ugovor sa Sabresima. Iako se očekivalo da će se vratiti kući i igrati za domaću ekipu Montreal Canadiens, Brière je neočekivano potpisao za Philadelphia Flyerse, prošlogodišnju najgoru momčad u NHL-u. Ugovor je 8-godišnji vrijedan 56 milijuna dolara. U prvoj sezoni bio je najbolje plaćena NHL zvijezda, za što su mu Flyersi isplatili 10 milijuna dolara ili 6,4 milijuna eura. Toliko vrijede i Scott Gomez iz NY Rangersa i Thomas Vanek iz Buffalo Sabesa. U Philadelphiju je stigao kao velika zvijezda, što opravdava ulaskom Flyersa u play-off, a zatim i pohoda do finala konferencije.
Briere je u sezoni 2008./09. propustio čak 51 utakmicu. Konstantni problemi s preponama rezultirali su već trećom ovosezonskom pauzom. Ozlijedio se 24. listopada 2008. u utakmici New Jerseyja i njegove Philadelphije. Liječnici su najavili kako bi Briere mogao biti odsutan tri do četiri tjedna. Međutim, napadač Flyresa vratio se nakon samo dva tjedna i propustio samo šest utakmica. Nažalost, ponovno se ozljedio i ponovno propustio dvije vrlo važne gostujuće utakmice protiv vječnih rivala Penguinsa i Habsa (Montreal Canadiens). Dok je u ožujku 2009. tokom dvoboja protiv Flamesa Briere osjetio bol zbog internog krvarenja.
U dijelu sezone kada je bio zdrav, Briere je odigrao 29 utakmica od mogućih 82 koje su Flyersi igrali i ostvario je učinak od 11 pogodaka i 14 asistencija.

## Vanjske poveznice
- Profil na NHL.com
- Profil na The Internet Hockey Database
- Profil na Legends of Hockey